# Essam Sharaf
Essam Abdel-Aziz Sharaf (en árabe: عصام عبد العزيز شرف‎; Guiza, 1952) es un ingeniero, académico y político egipcio, que se desempeñó como ministro de transportes, entre 2004 y 2005, y como primer ministro en 2011, siendo el primero en ocupar dicho cargo tras la revolución egipcia de ese año.

## Biografía

### Primeros años
Después de recibir su título en ingeniería civil de la Universidad de El Cairo en 1975, asistió a la Universidad Purdue donde continuó sus estudios, recibiendo su maestría en 1980 y su doctorado en 1984.

### Carrera
Ocupó un puesto como profesor visitante en Purdue en 1984 antes de convertirse en profesor asistente de ingeniería de carreteras y tráfico en la Universidad de El Cairo el año siguiente. En 1990, fue profesor asistente de ingeniería civil en la Universidad Rey Saúd en Arabia Saudita. Regresó a la Universidad de El Cairo en 1991, donde se convirtió en profesor de ingeniería vial en 1996, mientras trabajaba como asesor principal del departamento de transporte y aviación en la Asociación Zuhair Fayez (ZFP) en Yeda, Arabia Saudita. Fue el asesor principal del ministro de transportes de Egipto en 1999 y el asesor técnico principal del municipio de Al Ain en los Emiratos Árabes Unidos en 2003.
Se unió al Partido Nacional Democrático y se convirtió en miembro de su secretaría política. Se desempeñó como ministro de transporte de Egipto entre el 13 de julio de 2004 y el 31 de diciembre de 2005. Renunció debido a las diferencias que surgieron entre él y el primer ministro Ahmed Nazif, luego de que Nazif decidiera poner a la Asociación de Ingenieros de Egipto bajo el control del estado, una medida que significó la confiscación de fondos y bienes sindicales por parte del gobierno.
Luego de su renuncia, aceptó un puesto en la Universidad de El Cairo, donde continuó criticando al régimen de Hosni Mubarak, particularmente con respecto al manejo de la infraestructura de transporte público egipcio.

### Primer ministro
Estuvo presente en las protestas en la plaza de la Liberación (o plaza Tahrir) durante la revolución de 2011. Su nombre fue sugerido al Consejo Militar, creado tras la caída de Mubarak, como posible reemplazo para el primer ministro Ahmed Shafik. El consejo militar le pidió que formara un gobierno el 3 de marzo de 2011, tras la renuncia de Shafik.
Durante sus primeros meses en el cargo, eliminó a algunos miembros muy impopulares de su gabinete (por ser relacionados con el gobierno de Mubarak), incluyendo al ministro de relaciones exteriores Ahmed Aboul Gheit, y al vice primer ministro Yehia El-Gamal.
Renunció al cargo el 21 de noviembre de 2011, solo seis días antes de las elecciones parlamentarias de 2011-2012. La renuncia fue aceptada al día siguiente, pero continuó en el cargo hasta el nombramiento de su sucesor, Kamal Ganzuri. Oficialmente, su último día como primer ministro fue el 2 de diciembre de 2011, cuando concluyeron las negociaciones del gabinete de Ganzouri.